# Дорис (Калифорнија)
Дорис (енгл. Dorris) град је у америчкој савезној држави Калифорнија. По попису становништва из 2010. у њему је живело 939 становника.

## Демографија
Према попису становништва из 2010. у граду је живело 939 становника, што је 53 (6,0%) становника више него 2000. године.
| Група             | 2000.       | 2010.       |
| Белци             | 674 (76,1%) | 662 (70,5%) |
| Афроамериканци    | 0 (0,0%)    | 19 (2,0%)   |
| Азијати           | 1 (0,1%)    | 5 (0,5%)    |
| Хиспаноамериканци | 145 (16,4%) | 197 (21,0%) |
| Укупно            | 886         | 939         |